# Rivière Kadabakato
Pour les articles homonymes, voir Kadabakato.
La rivière Kadabakato est un affluent de la rivière Wawagosic, coulant dans la municipalité de Eeyou Istchee Baie-James (municipalité), dans la région administrative du Nord-du-Québec, au Québec, au Canada. Le cours de la rivière Kadabakato traverse vers le nord-ouest le canton d'Estrées.
La foresterie constitue la principale activité économique du secteur ; les activités récréotouristiques, en second. La zone est desservie par quelques routes forestières secondaires.
La surface de la rivière est habituellement gelée de la fin novembre à la fin avril, toutefois la circulation sécuritaire sur la glace se fait généralement du  début de décembre à la mi-avril.

## Géographie
Les bassins versants voisins de la rivière Kadabakato sont :
- côté nord : rivière Wawagosic, rivière Turgeon, rivière Mistaouac ;
- côté est : ruisseau Nekwackak, lac Newiska, ¸rivière Plamondon
- côté sud : lac Brigaud, ruisseau Bruneau, rivière Wawagosic ;
- côté ouest : rivière Wawagosic, ruisseau Obakamigacici.

La rivière Kadabakato prend sa source d'un ruisseau forestier (altitude : 279 m) dans le canton d'estrées, soit à :
- 36,0 km au sud-ouest du centre du village de Joutel ;
- 17,9 km au sud-est de l'embouchure de la rivière Kadabakato (confluence avec la <rivière Wawagosic) ;
- 52,0 km à l'Est de la frontière Ontario-Québec ;
- 60,3 km au sud-est de l'embouchure de la rivière Wawagosic (confluence avec la rivière Turgeon).

À partir de sa source, la rivière Kadabakato coule sur environ 33 km entièrement en zone forestière selon ces segments :
- 5,1 km vers le nord-ouest dans le canton de L'Estrées, jusqu'à un ruisseau (venant du sud-ouest) ;
- 4,4 km vers le nord-ouest jusqu'à la décharge du lac Brignaud ;
- 10,9 km vers le nord-ouest, en serpentant jusqu'à un ruisseau (venant du Nord) ;
- 4,4 km vers le sud-ouest en serpentant, jusqu'à la décharge du lac Favreau (venant du Sud) ;
- 3,1 km vers le nord-ouest, jusqu'à son embouchure[2].

L'embouchure de la rivière Kadabakato qui se déverse sur la rive sud-ouest de la rivière Wawagosic, est situé en zone forestière à :
- 44,7 km au sud-est de l'embouchure de la rivière Wawagosic (confluence avec la rivière Turgeon) ;
- 39,1 km à l'Est de la frontière Ontario-Québec ;
- 49,0 km au Sud de l'embouchure de la rivière Turgeon (confluence avec la rivière Harricana) ;
- 50,2 km à l'Ouest du centre du village de Joutel.

## Toponymie
Le terme « Kadabakato » est d'origine amérindienne de la nation algonquine, signifiant « on entend le bruit des castors qui frappent avec leur queue ».
Le toponyme « rivière Kadabakato » a été officialisé le 5 octobre 1982 à la Commission de toponymie du Québec, soit à la création de cette commission.